# Мэнс, Джошуа
Ронелл Джошуа Манс (англ. Ronell Joshua Mance) — американский легкоатлет, который специализируется на дистанции 400 метров. Серебряный призёр чемпионата мира среди юношей 2009 года, чемпион мира среди юниоров 2010 года в эстафете. Серебряный призёр олимпийских игр 2012 года в составе эстафетной команды 4×400 метров. Чемпион мира 2013 года в эстафете 4×400 метров.
Личный рекорд на дистанции 400 метров — 44,83.